# جائزة كريستوفر إيوارت بيجز التذكارية
تم إنشاء جائزة كريستوفر إيوارت بيغز التذكارية في عام 1977, تخليداً لذكرى كريستوفر إيوارت بيغز, السفير البريطاني في أيرلندا, الذي اغتيل على يد الجيش الجمهوري الأيرلندي المؤقت في عام 1976.
تأسست من قبل جين إيوارت بيغز بعد وفاة زوجها, وهدفها المعلن هو تعزيز السلام والمصالحة في أيرلندا, أو تفاهم أكبر بين شعوب المملكة المتحدة وأيرلندا, أو تعاون أوثق بين شركاء المجتمع الأوروبي.
تُمنح لكتاب أو مسرحية أو قطعة صحفية تحقق هذا الهدف على أفضل وجه, وتنشر خلال فترة عامين حتى 31 ديسمبر من العام السابق للسنة التي مُنحت فيها الجائزة. قيمة الجائزة 5,000 جنيه إسترليني.

## الفائزون السابقون
سنوات النشر / البث التي مُنحت لها الجائزة. في السنوات السابقة, تم تحديد الجائزة حسب عام الجائزة, لكن الموقع الرسمي يعطي الآن سنة النشر / البث.
- 2018-19: آنا بورنس, ميلكمان
- 2018-19: جائزة خاصة من كاتي هايوارد لحسابها على تويتر
- 2015–17: فيرجال كيني, الجروح: مذكرات الحب والحرب [1]
- 2015-17: جائزة خاصة, ماريان إليوت (لإنجازاتها في تعزيز فهم التاريخ الأيرلندي في بريطانيا)
- 2013-14: تشارلز تاونسند, الجمهورية: الكفاح من أجل الاستقلال الأيرلندي 1918-1923
- 2013-14: جائزة خاصة, كوليت برايس, الكون الجامع وذات القبة المطيرة (في ذكرى شيموس هيني)
- 2011-12: جوليان كامبل, تحرير الحقيقة: القصة الداخلية لحملة عدالة الأحد الدامية
- 2011-12: دوغلاس موراي, الأحد الدامي: الحقيقة والأكاذيب وتحقيق سافيل
- 2011-12: جائزة خاصة: بيتر تايلور (لعمله في تغطية أيرلندا الشمالية على مدى سنوات عديدة)
- 2009-10: تيموثي كناتشبول, من سماء زرقاء صافية: النجاة من قنبلة مونتباتن
- 2009-10: جاي هيبرت وأوليفر هيرشبيغلمخرج أفلام ألماني, خمس دقائق من الجنة
- 2007-08: ديفيد بارك, مفوض الحقيقة
- 2007–08 الجائزة الخاصة: فيرغوس دارسي, ذكرى قتلى الحرب
- 2005–06: ريتشارد إنجلش, الحرية الأيرلندية: تاريخ القومية في أيرلندا
- 2005-2006 الجائزة الخاصة: مايكل لونجلي
- 2003–04: توم دن, الثورات: مذكرات وذاكرة و 1798
- 2003-2004 الجائزة الخاصة: غاريت فيتزجيرالد
- 2001-2002: مكتبة Linen Hall, مشروع الصور المضطربة
- 1999-2000: ديفيد ماكيتريك وشيموس كيلترز وبريان فيني وكريس ثورنتون, فقدت الأرواح: قصص الرجال والنساء والأطفال الذين [2]
- 1997-1998: بيتر هارت, الجيش الجمهوري الأيرلندي وأعداؤه ؛ العنف والمجتمع في كورك, 1916-1923
- 1995-1996: نورمان بورتر, إعادة التفكير النقابية: رؤية بديلة لأيرلندا الشمالية
- 1995-1996: سيباستيان باري, مضيفة العالم المسيحي
- 1993-1994: فيونوالا أوكونور, بحثًا عن دولة: الكاثوليك في أيرلندا الشمالية
- 1991-1992: بريان كينان, مهد الشر
- 1989-90: جون إتش وايت, تفسير إيرلندا الشمالية
- 1989-90 اقتباس خاص: مطبعة بلاكستاف
- 1987-88: ديفيد ماكيتريك وماري هولاند, أعمدة الصحف
- 1986: فرانك ماكجينيس, مراقبة أبناء أولستر وهم يتجهون نحو السوم
- 1986 الجائزة الخاصة: هوبير باتلر
- 1985: بريان فريل, ترجمات
- 1984: أوليفر ماكدوناغ, حالات العقل: دراسة الصراع الأنجلو أيرلندي, 1780-1980
- 1984: بادريغ أومالي, الحروب غير المدنية: أيرلندا اليوم
- 1983: جون بومان, دي فاليرا ومسألة ألستر, 1917-1973
- 1982: مجلة Fortnight
- 1981: FSL Lyons, الثقافة والفوضى في أيرلندا, 1890-1939
- 1980: روبرت كي, أيرلندا: تاريخ تلفزيوني
- 1979: ستيوارت باركر, أنا حالم, مونتريال
- 1979: ديرفلا ميرفي، A Place Apart
- 1978: ATQ Stewart, The Narrow Ground: Aspects of Ulster 1609-1969
- 1978: ميشال ماك غريل, التحيز والتسامح في أيرلندا

## روابط خارجية
- الموقع الرسمي